# Jacques Alméras
Pour les articles homonymes, voir Alméras.
Jacques Alméras, né le 30 janvier 1949 à Montpellier,  est un pilote automobile français de rallyes, de circuits, et de courses de côtes.

## Biographie
Après un apprentissage en karting, il commence la compétition automobile en 1967 comme copilote au Critérium des Cévennes, et passe définitivement derrière le volant en 1969.
En WRC, il termine deux fois dans les cinq premiers en courses: 4e du Tour de Corse en 1978 (sur Porsche 911), et 5e en 1976 (même véhicule, et 1er du Groupe 3) (6e en 1977). Il remporte quatre épreuves spéciales sur l'île de Beauté, en 1977 (2) et 1978 (2). Au rallye Monte-Carlo, il se classe deux fois dans les dix premiers, en 1979 et 1981 (9e).
En 1975, il fonde avec son frère aîné Jean-Marie (né le 13 septembre 1943 également à Montpellier, travaillant à la conception des adaptations) la société Alméras Frères SA, spécialisée dans le tuning et la reconversion de voitures Porsche, basée à Saint-Jean-de-Védas (en périphérie de Montpellier), grâce au soutien pérenne de Jürgen Barth.

## Palmarès

### Titres
- Triple champion d'Europe de la montagne (courses de côte): 1978, 1979, et 1980 (catégorie voitures de tourisme - EHCC, sur Porsche 934 Turbo du Groupe 4);
- Double champion de France de la montagne, du Groupe 4 en 1974[2] et du Groupe 3 en 1975[3], sur Porsche Carrera 3 L;
  - Vice-champion de France de la montagne, en 1978[4] (6e en 1979).

(NB: son frère Jean-Marie a été lui aussi triple champion d'Europe de la spécialité, mais en catégorie voitures de course)

### Victoires et places d'honneur

#### Rallyes
- Ronde Cévenole: 1977, sur Porsche 911;
- Critérium des Cévennes: 1981, sur Porsche 911 SC, avec le suisse Christian Gilbert pour copilote;

#### Podiums en ERC
- 2e du rallye des Garrigues en 1982 sur Porsche 911 SC;
- 3e du rallye d'Antibes en 1982 sur Porsche 911 SC.

#### Autres podiums notables
- 2e du Tour de France automobile en 1973 sur Porsche 911 Carrera (avec Serge Mas);
- 3e du Tour de France automobile en 1976 sur Porsche 934 (avec "Tiber") (et 5e en 1980, 6e en 1974, et brièvement en tête en 1977).

### Participations aux 24 Heures du Mans
| Année | Équipe                      | Voiture                 | Équipier           | Équipier          | Classement |
| ----- | --------------------------- | ----------------------- | ------------------ | ----------------- | ---------- |
| 1980  | Équipe Alméras Frères       | Porsche 934             | Jean-Marie Alméras | Marianne Hoepfner | Abandon    |
| 1981  | Eminence Racing Team        | Porsche 924 Carrera GTR | Jean-Marie Alméras |                   | Abandon    |
| 1983  | Équipe Alméras Frères       | Porsche 930             | Jean-Marie Alméras | Jacques Guillot   | 15e        |
| 1984  | Équipe Alméras Frères       | Porsche 930             | Jean-Marie Alméras | Tom Winters       | 18e        |
| 1989  | Équipe Alméras Frères       | Porsche 962C            | Jean-Marie Alméras | Alain Ianetta     | Abandon    |
| 1991  | Équipe Alméras Frères       | Porsche 962C            | Jean-Marie Alméras | Pierre de Thoisy  | Abandon    |
| 1992  | Équipe Alméras Chotard      | Porsche 962C            | Jean-Marie Alméras | Max Cohen-Olivar  | Abandon    |
| 1994  | Porsche Flymo Mobil Alméras | Porsche 911 Carrera RSR | Jean-Marie Alméras | Jacques Laffite   | Abandon    |

(nb: en 1983 la voiture participe assez régulièrement aux courses du championnat du monde d'endurance. Elle termine ainsi 13e des 1 000 kilomètres de Monza avec J. Alméras, J. Guillot et Roland Biancone cette fois, eux aussi champions d'Europe de courses de côte.)

## Écurie Alméras Frères
Après sa création, l'entreprise naissante obtient rapidement deux victoires en WRC : Rallye Monte-Carlo en 1978 (avec Jean-Pierre Nicolas sur Porsche 911) et Tour de Corse en 1980 (avec Jean-Luc Thérier sur Porsche 911 SC). 
Elle fournit également la voiture, une Porsche 911 SC, du champion d'Espagne et du champion d'Europe des rallyes, Antonio Zanini, cette même année 1980. Durant cette période, Michèle Mouton devient championne de France des rallyes et remporte la Coupe d'Europe féminine des rallyes en utilisant une Porsche Carrera RS Alméras semi-usine-Elf en 1978.
Après de multiples titres et victoires, Alméras Frères SA remporte le Championnat de France FFSA GT 2011 grâce à son écurie Pro GT by Alméras dirigée par son propre fils Philippe et à Anthony Beltoise sur Porsche 997 GT3-R, cette même écurie ayant fait appel à Sébastien Loeb en 2008 sur le circuit d'Albi pour sa première course en Grand Tourisme.